# Norumbega

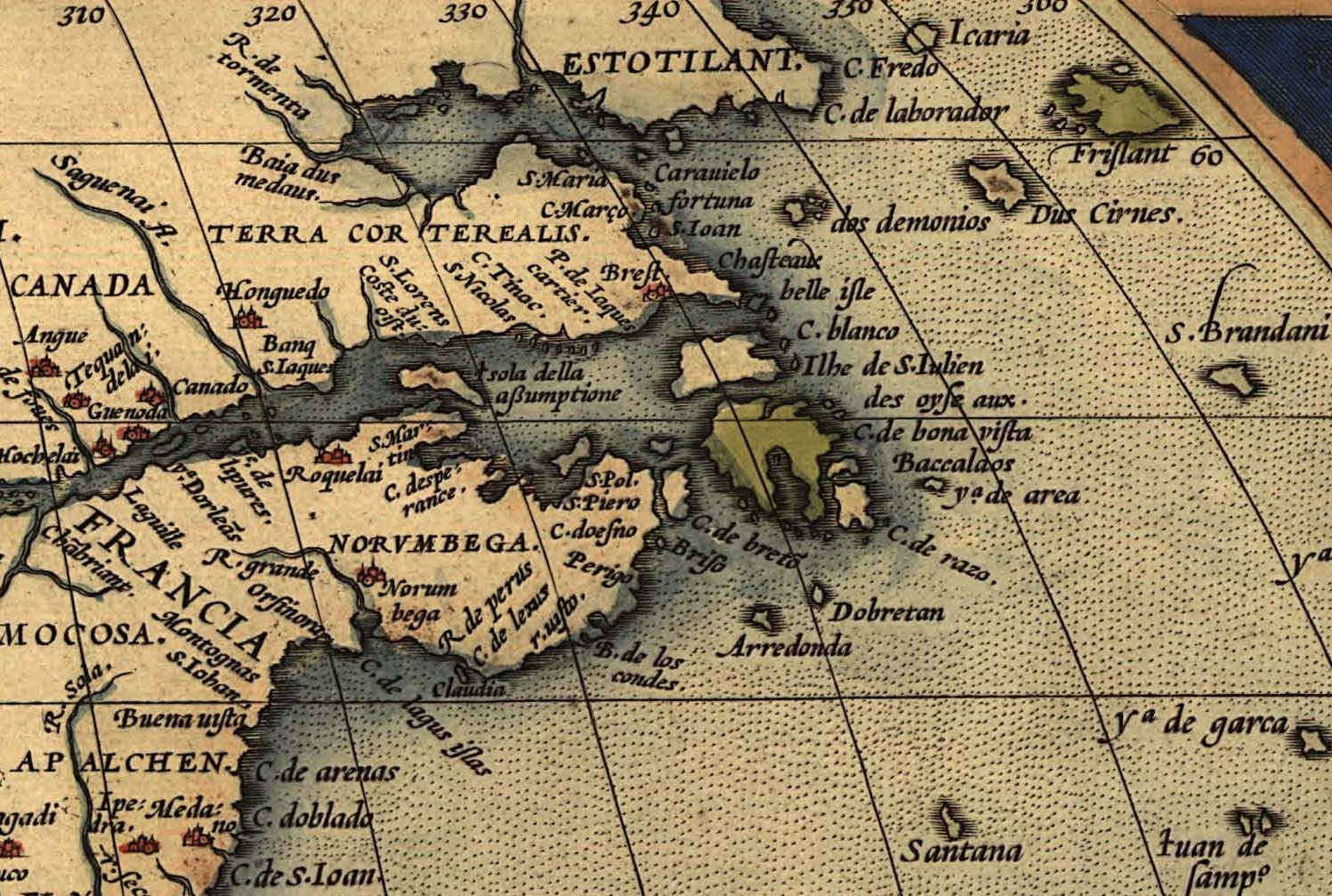
Ausschnitt einer Karte aus dem Atlas von Abraham Ortelius von 1570, in dem Norumbega neben einer Anzahl anderer sagenhaft-legendärer Orte und einigen so genannten Phantominseln eingezeichnet ist.

Norumbega, auch Nurumbega oder Norombega, ist der Name einer legendären Siedlung im nordöstlichen Nordamerika, der in Karten des 16. Jahrhunderts auftauchte. Der Begriff soll ursprünglich aus den Algonkin-Sprachen stammen und bedeutet in etwa ruhiger Ort zwischen den Stromschnellen oder ruhige Wasserstrecke. Der erste Verweis auf den Ort erschien auf einer Karte von Giovanni da Verrazzano im Jahre 1542 und ein weiterer Eintrag findet sich in einem Bericht von Jean Alfonse, einem französischen Seefahrer und Korsaren. Demzufolge soll der Ort südlich von Neufundland an einem großen Fluss liegen, bei dem sich die meisten Historiker auf den Penobscot River geeinigt haben. Im 19. Jahrhundert wurde allerdings ebenfalls der Hudson River genannt, so 1844 von Arthur James Weise.
Norumbega erhielt auch später in vielen europäischen Karten Nordamerikas einen Eintrag als Stadt, die häufig in den Süden Arkadiens verlegt wurde, wie damals das Gebiet des späteren Neuenglands genannt wurde. Es gab Vermutungen, es sei eine große und wohlhabende Siedlung der Ureinwohner mit starkem Einfluss auf die sie umgebende Region. In der Phantasie mancher damaliger Zeitgenossen wurde der sagenhafte Ort zu einer Art von Eldorado. Auch der französische Forschungsreisende und Entdecker Samuel de Champlain nahm vermutlich derartige Gerüchte zum Anlass, um sich 1604 auf die Suche nach Norumbega zu begeben. Er segelte den Penobscot River flussaufwärts bis zu den Stromschnellen beim heutigen Bangor im US-Bundesstaat Maine, ohne jedoch auf nennenswerte Ansiedlungen der Ureinwohner zu stoßen. Auf den von ihm gezeichneten Karten gibt es keinen Eintrag von Norumbega mehr, weder als Stadt, noch als Fluss oder Region.
Im späten 19. Jahrhundert wurde eine Verbindung Norumbegas zu den Wikingern und den Siedlungsversuchen Leif Eriksons in der Neuen Welt hergestellt. Zwei der wichtigsten Vertreter dieser Hypothese waren der französische Historiker Paul Gaffarel und der US-amerikanische Naturwissenschaftler Eben Norton Horsford. Dieser verband den Begriff Norumbega mit der Gegend um Cambridge in Massachusetts. Am Zusammenfluss von Stony Brook und Charles River, wo sich seiner Meinung nach die befestigte Stadt Norumbega befunden hatte, ließ er einen Turm errichten, den er Norumbega Tower nannte.
Die Stadt Bangor erinnerte an die Legende von Norumbega mit dem Bau einer Stadthalle im griechisch-klassizistischen Stil und nannte sie Norumbega Hall. Sie fiel allerdings dem verheerenden Brand von 1911 zum Opfer. An ihrer Stelle liegt heute der Stadtpark Norumbega Mall.